# Pattonsburg
Pattonsburg – miasto w Stanach Zjednoczonych, w stanie Missouri, w hrabstwie Daviess.